# Masters de Indian Wells 2005

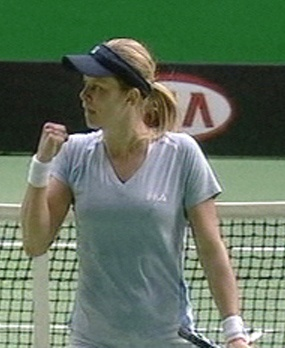
Kim Clijsters, ganadora del Masters de Indian Wells 2005

El 2005 Pacific Life Open fue la 29.ª edición del Masters de Indian Wells, un torneo del circuito ATP y WTA Tour. Se llevó a cabo en las canchas duras de Indian Wells, en California (Estados Unidos), entre el 14 y el 20 de marzo de ese año.

## Ganadores

### Individual masculino
Roger Federer venció a  Lleyton Hewitt, 6–2, 6-4, 6–4

### Individual femenino
Kim Clijsters venció a  Lindsay Davenport, 6–4, 4-6, 6-2

### Dobles masculino
Mark Knowles /  Daniel Nestor vencieron a  Wayne Arthurs /  Paul Hanley, 7-6, 7-6

### Dobles femenino
Virginia Ruano Pascual /  Paola Suárez vencieron a  Nadia Petrova /  Meghann Shaughnessy, 6-2, 7-5